# Hohenböddenstedt
Hohenböddenstedt ist ein Ortsteil des Fleckens Diesdorf im Altmarkkreis Salzwedel in Sachsen-Anhalt.

## Geographie
Das Rundplatzdorf Hohenböddenstedt liegt im Nordwesten der Altmark vier Kilometer östlich von Diesdorf am Molmker Bach zwischen den Diesdorfer Ortsteilen Abbendorf und Peckensen. Das Landschaftsschutzgebiet Salzwedel-Diesdorf liegt nordwestlich.
Nachbarorte sind Abbendorf im Westen, Fahrendorf im Norden und Peckensen im Osten.

## Geschichte

### Mittelalter bis Neuzeit
Das heutige Hohenböddenstedt wird bereits im Jahre 1112 als butenstide in einer Urkunde über das Kloster Diesdorf und das Kloster Hamersleben genannt. Weitere Nennungen sind 1161 budenstede, 1178 Budenstide, 1254 bodenstede und 1368 villa slauicali bodenstede. Im Landbuch der Mark Brandenburg von 1375 wird das Dorf als Wendischen Bodenstede und Vendeschen Bodenstede aufgeführt. Auch danach variiert der Name, 1541 Bodenstein, 1551 Bodenstede, 1608 Wendisch Boddenstedt, 1687 Wendischen Boddenstedt, sowie 1804 Hohen-Böddenstedt oder Wendisch-Böddenstedt, ein Dorf mit einer Wassermühle am Molmkebach.
Die Schinkenmühle ist eine denkmalgeschützte Wassermahlmühle westlich des Dorfes. Im Jahre 1585 wurde sie Schnick Mulle genannt, 1721 Schincken-Mühle und 1804 Schinken Mühle. Nur im Jahre 1957 wurde sie als Wohnplatz von Abbendorf aufgeführt, sonst gehörte sie (wie auch heute) zu Hohenbödderstedt. Bis kurz nach der Wende war die Schinkenmühle ein beliebtes Ausflugslokal.
Auf der Feldmark des Dorfes, 700 Meter südwestlich vom Ort liegt am Molmker Bach eine Flur namens „der wüste Kamp“ nur 300 Meter vom östlichen Ende von Abbendorf. Wilhelm Zahn vermutet hier einen ehemaligen Einzelhof.
1960 gab es im Dorf eine Landwirtschaftliche Produktionsgenossenschaft, die LPG „Hans Joachim Winckelmann“.

### Archäologie
Im Jahre 1986 wurde bei Hohenbödderstedt ein Fundplatz in der Flur „die Beinstücke“ untersucht, der als „wilde“ Kiesgrube und später als Mülldeponie genutzt wurde. Gefunden wurden ein Brandgräberfeld der Jastorf-Kultur aus der vorrömischen Eisenzeit und ein frühmittelalterliches sächsisches Körpergrab, das mit Hilfe der Radiokarbonmethode auf die Zeit zwischen 650 und 780 n. Chr. datiert wurde.

### Herkunft des Ortsnamens
Heinrich Sültmann deutet den Namen butenstide als „Böttcherstätte“, eine Ableitung aus dem deutschen Wort Butte, einem kleinen Daubengefäß, althochdeutsch butin, butinna genannt. Der Büttner ist der Böttcher. Die Endung -stedt weist auf eine gewerbliche Tätigkeit hin.

### Eingemeindungen
Ursprünglich gehörte das Dorf zum Salzwedelischen Kreis der Mark Brandenburg in der Altmark. Von 1807 bis 1813 lag es im Kanton Diesdorf auf dem Territorium des napoleonischen Königreichs Westphalen. Nach weiteren Änderungen kam die Gemeinde 1816 zum Kreis Salzwedel, dem späteren Landkreis Salzwedel.
Am 20. Juli 1950 wurde die Gemeinde Hohenböddenstedt aus dem Landkreis Salzwedel in die Gemeinde Abbendorf eingemeindet. Mit der Eingemeindung von Abbendorf am 1. Januar 1991 in die Gemeinde Diesdorf kam der Ortsteil Hohenböddenstedt zu Diesdorf.

### Einwohnerentwicklung
| Jahr | Einwohner |
| ---- | --------- |
| 1734 | 64        |
| 1774 | 67        |
| 1789 | 64        |
| 1798 | 59        |
| 1801 | 59        |
| 1818 | 62        |

| Jahr | Einwohner |
| ---- | --------- |
| 1840 | 64        |
| 1864 | 80        |
| 1871 | 74        |
| 1885 | 75        |
| 1892 | [00]81    |
| 1895 | 81        |

| Jahr | Einwohner |
| ---- | --------- |
| 1900 | [00]043   |
| 1905 | 078       |
| 1910 | [00]086   |
| 1925 | 099       |
| 1939 | 085       |
| 1946 | 142       |

| Jahr | Einwohner |
| ---- | --------- |
| 2015 | [00]34    |
| 2018 | [00]36    |
| 2020 | [00]29    |
| 2021 | [00]28    |
| 2022 | [00]26    |
| 2023 | [0]24     |

Quelle, wenn nicht angegeben, bis 1946:

## Religion
Die evangelischen Christen aus Hohenböddenstedt sind in die Kirchengemeinde Abbendorf eingepfarrt, die zur Pfarrei Diesdorf gehörte und die jetzt betreut wird vom Pfarrbereich Diesdorf des Kirchenkreises Salzwedel im Bischofssprengel Magdeburg der Evangelischen Kirche in Mitteldeutschland gehört.